# 大蓮寺 (飯能市)
大蓮寺（だいれんじ）は、埼玉県飯能市にある曹洞宗の寺院。

## 歴史
創建年代は不明である。ただ当地の村民が合同で創建し、現在の同市飯能の曹洞宗の寺院能仁寺の第4世住職格外玄逸を招聘して開山としたという。その格外玄逸は1603年（慶長8年）に寂していることから、安土桃山時代から江戸時代初期に創建されたものと推測される。
当初は別の場所に位置していたが、1842年（天保13年）に現在地に移転した。

## 交通アクセス
- 路線バスひかり橋停留所より徒歩9分。